# Margarita Cadenas
Pour les articles homonymes, voir Cadenas (homonymie).
 (janvier 2022).
La mise en forme du texte ne suit pas les recommandations de Wikipédia : il faut le « wikifier ».
Les points d'amélioration suivants sont les cas les plus fréquents. Le détail des points à revoir est peut-être précisé sur la page de discussion.
- Les titres sont pré-formatés par le logiciel. Ils ne sont ni en capitales, ni en gras.
- Le texte ne doit pas être écrit en capitales (les noms de famille non plus), ni en gras, ni en italique, ni en « petit »…
- Le gras n'est utilisé que pour surligner le titre de l'article dans l'introduction, une seule fois.
- L'italique est rarement utilisé : mots en langue étrangère, titres d'œuvres, noms de bateaux, etc.
- Les citations ne sont pas en italique mais en corps de texte normal. Elles sont entourées par des guillemets français : « et ».
- Les listes à puces sont à éviter, des paragraphes rédigés étant largement préférés. Les tableaux sont à réserver à la présentation de données structurées (résultats, etc.).
- Les appels de note de bas de page (petits chiffres en exposant, introduits par l'outil «  Source ») sont à placer entre la fin de phrase et le point final[comme ça].
- Les liens internes (vers d'autres articles de Wikipédia) sont à choisir avec parcimonie. Créez des liens vers des articles approfondissant le sujet. Les termes génériques sans rapport avec le sujet sont à éviter, ainsi que les répétitions de liens vers un même terme.
- Les liens externes sont à placer uniquement dans une section « Liens externes », à la fin de l'article. Ces liens sont à choisir avec parcimonie suivant les règles définies. Si un lien sert de source à l'article, son insertion dans le texte est à faire par les notes de bas de page.
- La présentation des références doit suivre les conventions bibliographiques. Il est recommandé d'utiliser les modèles {{Ouvrage}}, {{Chapitre}}, {{Article}}, {{Lien web}} et/ou {{Bibliographie}}. Le mode d'édition visuel peut mettre en forme automatiquement les références.
- Insérer une infobox (cadre d'informations à droite) n'est pas obligatoire pour parachever la mise en page.

Pour une aide détaillée, merci de consulter Aide:Wikification.
Si vous pensez que ces points ont été résolus, vous pouvez retirer ce bandeau et améliorer la mise en forme d'un autre article.
Margarita Cadenas est une réalisatrice, productrice, scénariste et photographe franco-vénézuélienne, née à Caracas.

## Biographie
Margarita Cadenas est diplômée en Communication Sociale à l’Universidad Católica Andrés Bello (UCAB) de Caracas. Elle y commence très jeune une carrière de journaliste. Travaillant comme reporter pour la télévision, elle est appelée à présenter le journal de 20h30 de la télévision d'État. Cependant, sa passion pour le cinéma l’amène à partir en Grande-Bretagne afin d’entreprendre des études en production et réalisation audiovisuel au British Council, Londres et puis une spécialisation en réalisation auprès de la BBC (British Broadcasting Corporation).
Elle s’installe ensuite à Paris en 1982.
De 1983 à 1987, elle fut assistante de réalisation à la SFP (Société Française de Production), où elle était l’assistante-réalisateur de Claude de Givray, Gabriel Axel, Philippe Monnier, Michel Boisrond et Jean-Jacques Goron. En 1986, elle participe à la création de la société de production Alta Mira où elle produit plusieurs courts métrages.
De 1989 à 1995, elle a produit plus de 60 films publicitaires, tournés notamment en Afrique du Sud, en Argentine, au Venezuela, en Grande-Bretagne, au Danemark, en Espagne et en France, pour de grandes agences françaises de publicité tels que Saatchi & Saatchi, Young & Rubicam, Grey, RSCG, Léo Burnett UK, Mc Cann Erickson, entre autres. Elle était la productrice attitrée de réalisateurs tels que Peter Suschitzky, Eric de La Hosseraye, Costa Kekemenis, Christine Pascal, Jaime de la Peña et Roch Stefanik.
Avant de devenir réalisatrice de documentaires et longs métrages cinéma ; entre 1996 et 2006 elle a été coscénariste et productrice pour la télévision française de « Barrage sur l’Orénoque » de Juan Luis Buñuel, coproduction franco-espagnole dont elle a écrit le scénario et les dialogues avec P. Meadeb et G. Desmouceaux. Au sein de MC², elle a coproduit avec RDV Productions « Marie et Tom » (2000) de Dominique Baron pour TF1, le long métrage « Touch of Spice » de Tassos Boulmetis pour Village Roadshow, et collaboré à la production du film « El año del diluvio » de Jaime Chavarri pour Gona. 
Après plusieurs expéditions en Amazonie, elle écrit l’histoire originale « Cendres éternelles ». Elle produit également, pour Odyssée,: « Au-delà des apparences» (2006), documentaire sur l’ethnologue français Jacques Lizot et l’ethnie amazonienne Yanomami, puis pour Ushuaïa « Chuao, la vallée merveilleuse » (2006), documentaire de H. Becerra et G. Jacquemin.
Au Venezuela, avec la Société Inversiones Talento C.A., elle produit la série de courts métrages « Mascaras » (2009) et les documentaires « Macondo » (2009), « Corro Caracas » (2012) ainsi que son long métrage « Cenizas Eternas », tiré de l’histoire de « Cendres éternelles » (Coproduction Venezuela- France).
Son dernier long métrage documentaire intitulé «Femmes du chaos vénézuélien» a été sélectionné, dans nombreux festivals à travers le monde. (Allemagne, Danemark, Irlande, Suisse, Pays-Bas, Angleterre, France, États-Unis, Canada, Brésil, Colombie, Belgique, Italie ...), obtenant de nombreux prix et salué par la presse.
Par ailleurs, ce documentaire a été présenté au Parlement Européen à Bruxelles, Belgique, à l’Assemblée Nationale Française à Paris, au Forum Mondiale de la Démocratie à Strasbourg et à l'OEA (Organisation d'États Américains à Washington, USA.

## Distinctions

### Récompenses
- Prix Best Short Film, Stafford Film Festival, Stafford, Angleterre, 2022 Pour le court métrage Dévoilement / Unveiling
- Prix Du Public, Festival Documentaire L’Amérique par l'Image, Lyon, France 2019 pour le long métrage documentaire 'Femmes du chaos vénézuélien / Women of the Venezuelan Chaos / Mujeres del caos venezolano
- Prix de La Ligue des Droits de L’Homme Meilleur Documentaire du Festival International du Film des Droits Humains de Guadeloupe 2018 pour le long métrage documentaire 'Femmes du chaos vénézuélien / Women of the Venezuelan Chaos / Mujeres del caos venezolano
- Prix du Jury Mention honoriphique du Festival Internacional de Cine por Los Derechos Humanos, Bogotá Colombia 2018 pour le long métrage documentaire 'Femmes du chaos vénézuélien / Women of the Venezuelan Chaos / Mujeres del caos venezolano
- Price Winner Best Human Rights Feature Galway Film Fleadh, Galway, Ireland 2018 pour le long métrage documentaire 'Femmes du chaos vénézuélien / Women of the Venezuelan Chaos / Mujeres del caos venezolano
- Price Winner Audience Award Best Film Lichter Filmfest Frankfurt International Frankfurt, Germany ; 2018 pour le long métrage documentaire 'Femmes du chaos vénézuélien / Women of the Venezuelan Chaos / Mujeres del caos venezolano
- Prix du Public Festival Dones en Art i Cinema, Valencia, Espagne 2012 pour le long métrage cinéma Cenizas eternas / Cendres éternelles / Eternal Ashes
- Prix Meilleure Bande Sonore au XXVII Festival Latino American Trieste, Italie 2012 pour le long métrage cinéma Cenizas eternas / Cendres éternelles / Eternal Ashes

### Nominations
- Nomination au Golden Zenit du XXXV World Film Festival à Montréal, Canada 2011 pour le long métrage cinéma Cenizas eternas / Cendres éternelles / Eternal Ashes
- Nomination Meilleure Opera Prima au Festival Documenta Caracas, Venezuela 2007 pour le long métrage cinéma Cenizas eternas / Cendres éternelles / Eternal Ashes

## Filmographie

### Réalisatrice

#### Court métrage
- 2021 : Dévoilement -Unveiling

#### Longs métrages
- 2006 : Au-delà des apparences
- 2009 : Macondo
- 2009 : Mascaras- Masques
- 2011 : Cenizas Eternas - Cendres Éternelles
- 2017 : Femmes du chaos

### Scénariste et productrice

#### Court métrage
- 2021 : Dévoilement -Unveiling

#### Longs métrages
- 2006 : Au-delà des apparences
- 2009 : Macondo
- 2009 : Mascaras- Masques
- 2011 : Cenizas Eternas - Cendres Éternelles
- 2016 : La Familia-Dementia de Giovanna Ribes
- 2017 : Femmes du chaos

### Productrice

#### Télévision
- 1996 : Barrage sur l'Orénoque de Juan Luis Buñuel
- 2000 : Marie et Tom de Dominique Baron
- 2003 : Touch of Spice de Tassos Boulmetis
- 2006 : Chuao, la vallée merveilleuse

## Publications, articles et photos
- Le Café Latino, France, série d'articles sur divers Patrimoine Mondial de l'Unesco dans le monde, magazine culturel Bimensuel bilingue Français – Espagnol
  - La fenêtre, anodine… ? Janvier-Février 2018
  - Petra, Fascinante ville de pierre. Novembre-Décembre 2017
  - L’Islande, la terre qui fascinait Jorge Luis Borges. Novembre-Décembre 2016
  - Panama Numéro Spécial Été 2016
  - Les Femmes Massais, dans le massif du Ngorongoro  Mars-Avril 2016
  - Inspiration artistique au pays des Berbères Janvier-Février 2016
  - L’énigmatique Stonehenge Novembre-Décembre 2015
  - Le Voyage des émigrants Juillet-Août 2015
  - Mystérieux Machu Picchu Mai-Juin 2015
  - Les gratte-ciel de New York grattent le bleu du ciel Mars-Avril 2015
  - Pour des siècles et des siècles – Sculpture, Mythologie et Alexandre Dumas Novembre-Décembre 2014
  - Le Jardin des Tarots – L’ésotérique dans l’art Septembre-Octobre 2014
  - Fascinant Zanzibar Juillet 2014
  - Cosmogonie Artistique dans le bassin du Caura Mai 2014
  - Mystère dans la forêt vierge Mars 2014
  - Une fois abandonnée la marginalité : Le tango est-il danse, musique ou poésie Janvier 2014
  - Chichicastenango, rencontre spirituelle et commerciale Novembre 2013
  - Sur les traces de Humboldt  Août 2013